# توني روبرتس
توني روبرتس (بالإنجليزية: Tony Roberts) (4 أغسطس 1969 في المملكة المتحدة - ) هو لاعب كرة قدم بريطاني في مركز حراسة المرمى. شارك مع منتخب ويلز تحت 21 سنة لكرة القدم ومنتخب ويلز لكرة القدم. أما مع النوادي، فقد لعب مع كوينز بارك رينجرز ونادي ميلوول وسانت ألبانز سيتي وداغنهام وريدبريدج وأتلانتا سيلفرباكس.

## وصلات خارجية
- توني روبرتس على موقع قاعدة بيانات كرة القدم.إي يو (الإنجليزية)
- توني روبرتس على موقع Soccerbase.com (لاعب) (الإنجليزية)
- توني روبرتس على موقع عالم كرة القدم.نت (الإنجليزية)